# Anna Walentynowicz

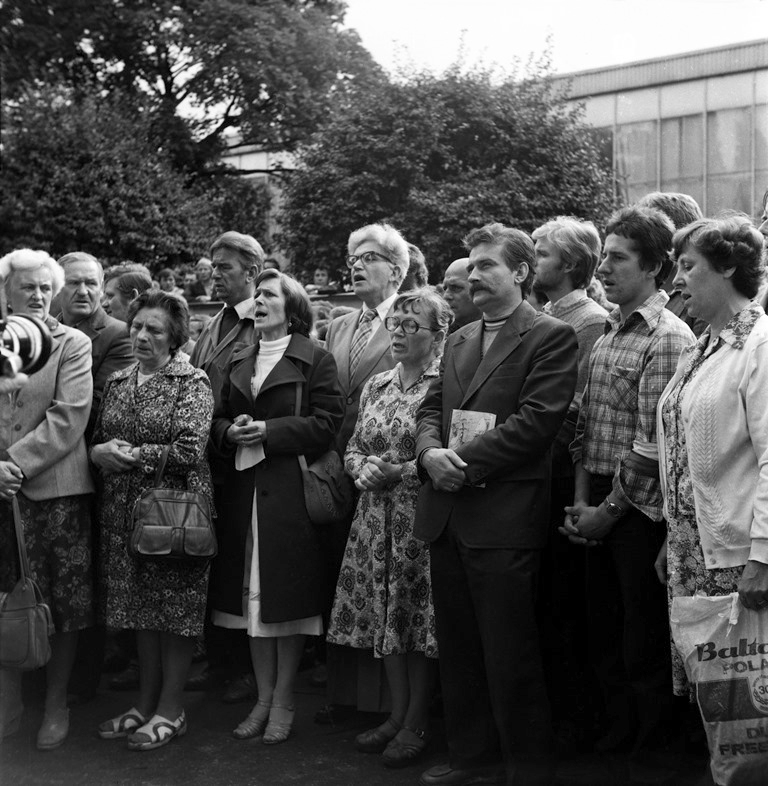
Anna Walentynowicz i Lech Wałęsa podczas mszy w czasie strajku w Stoczni Gdańskiej w sierpniu 1980 roku

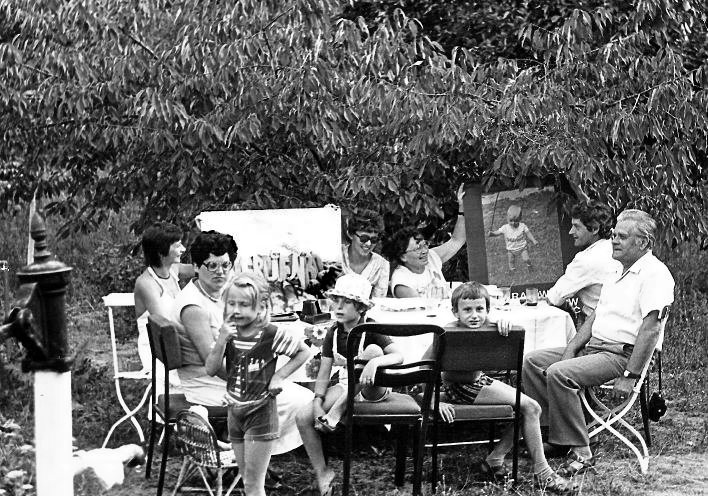
Anna Walentynowicz trzyma plakat „Solidarności” (z dzieckiem), 1983

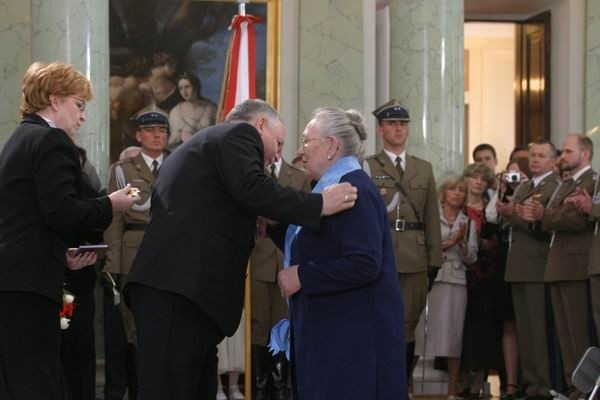
Prezydent Lech Kaczyński dekoruje Annę Walentynowicz Orderem Orła Białego, 3 maja 2006

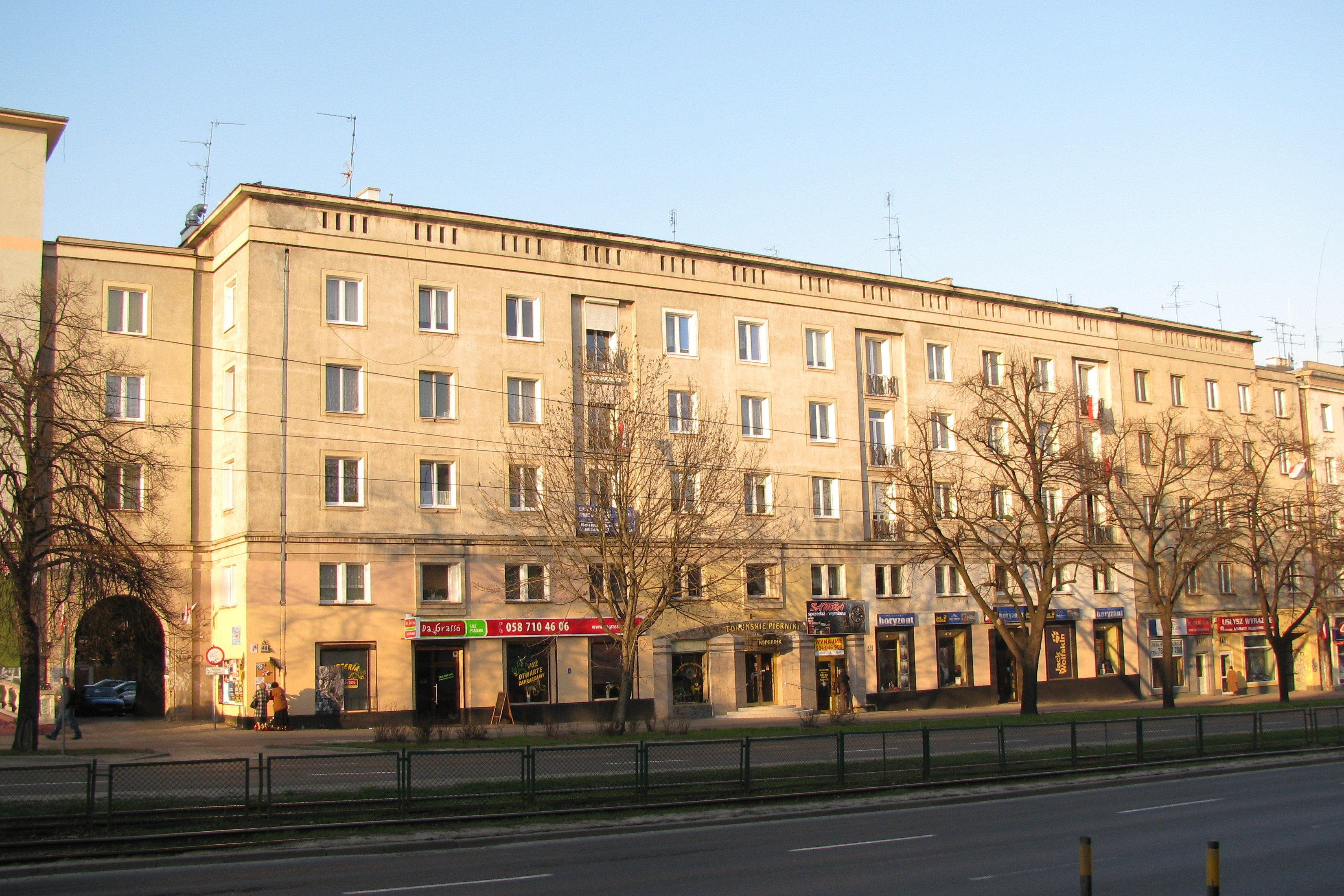
Dom w Gdańsku-Wrzeszczu, w którym Anna Walentynowicz mieszkała do śmierci

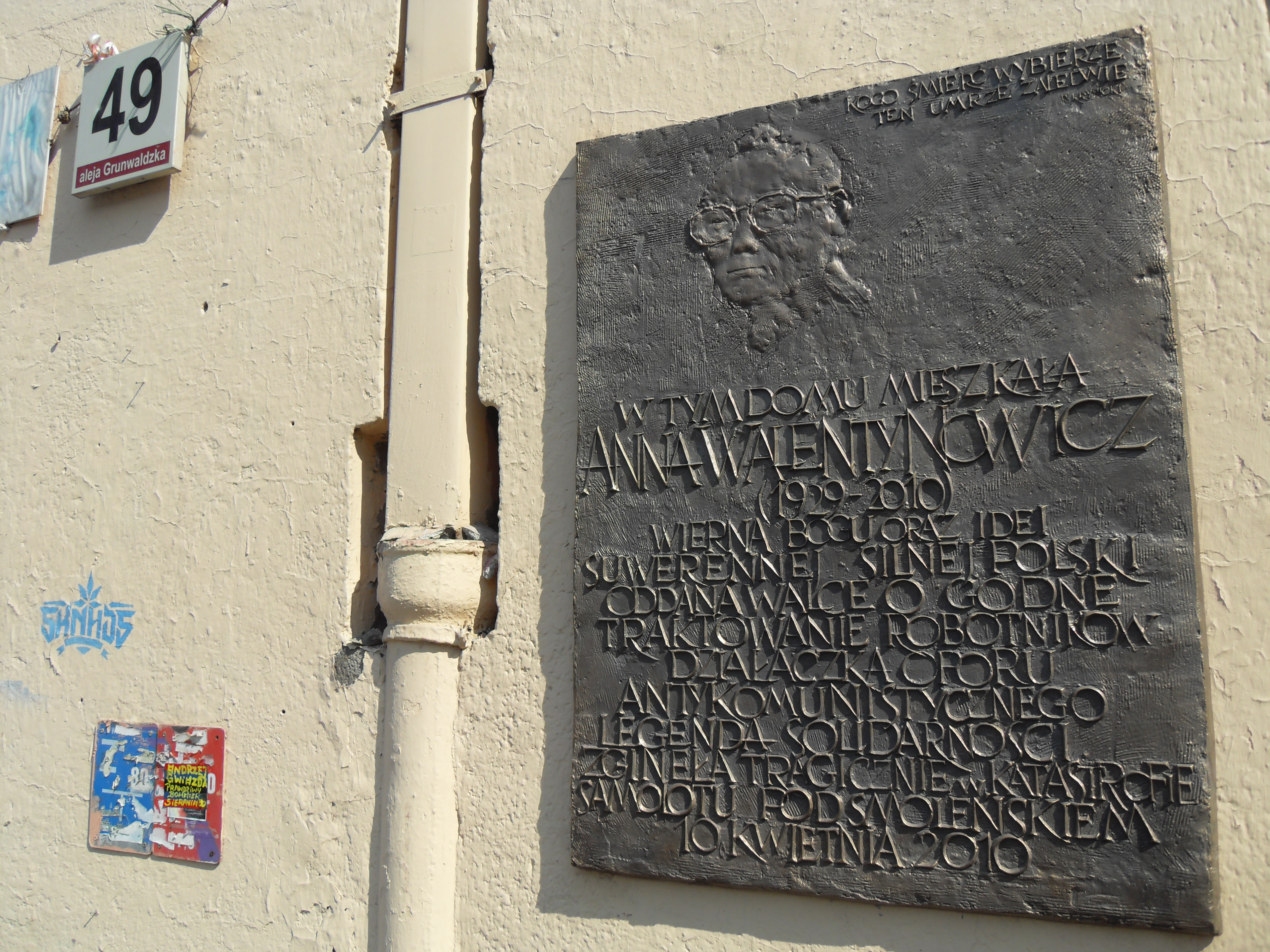
Pamiątkowa tablica w miejscu zamieszkania Anny Walentynowicz

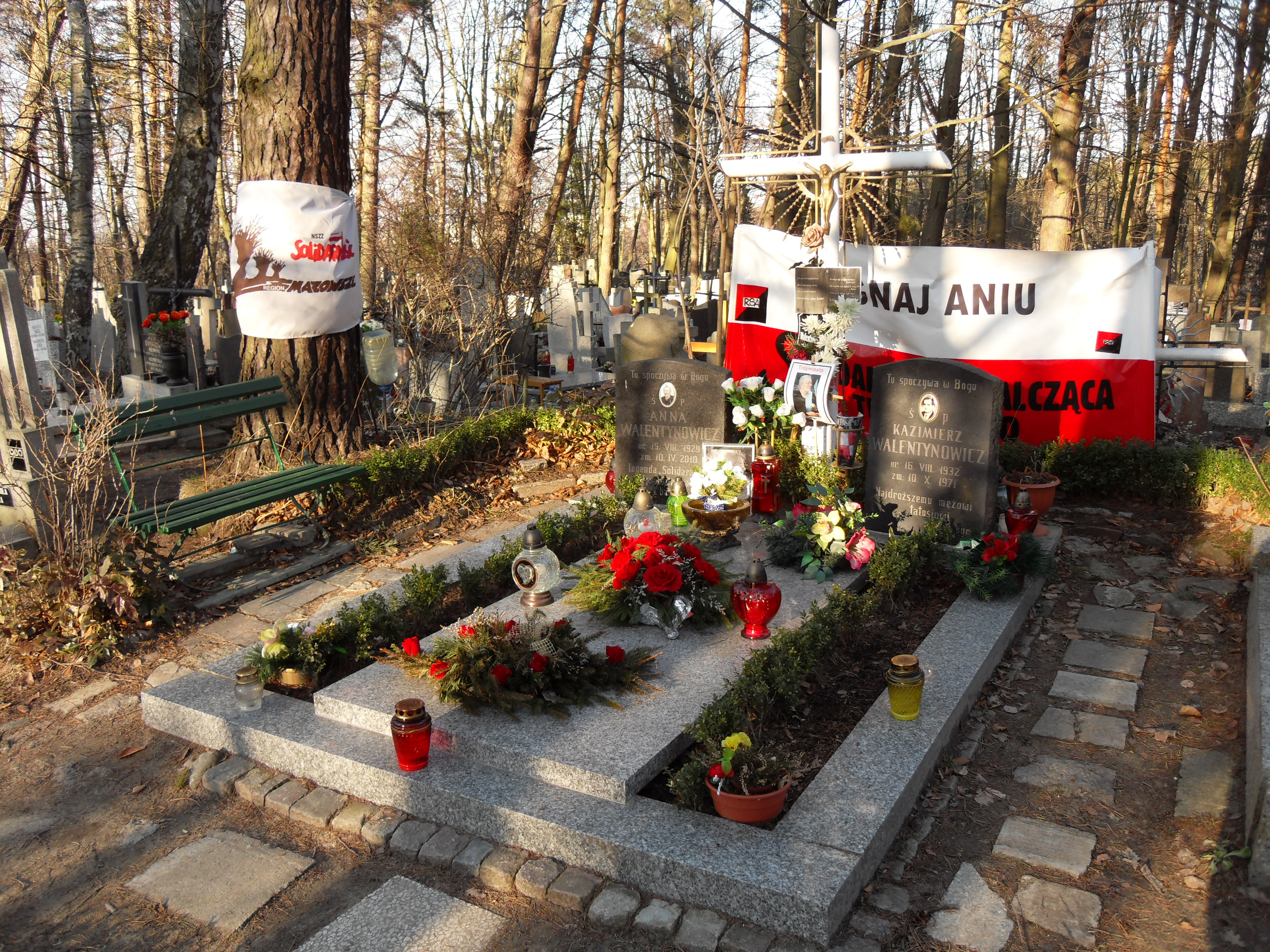
Grób Anny Walentynowicz na Srebrzysku w Gdańsku

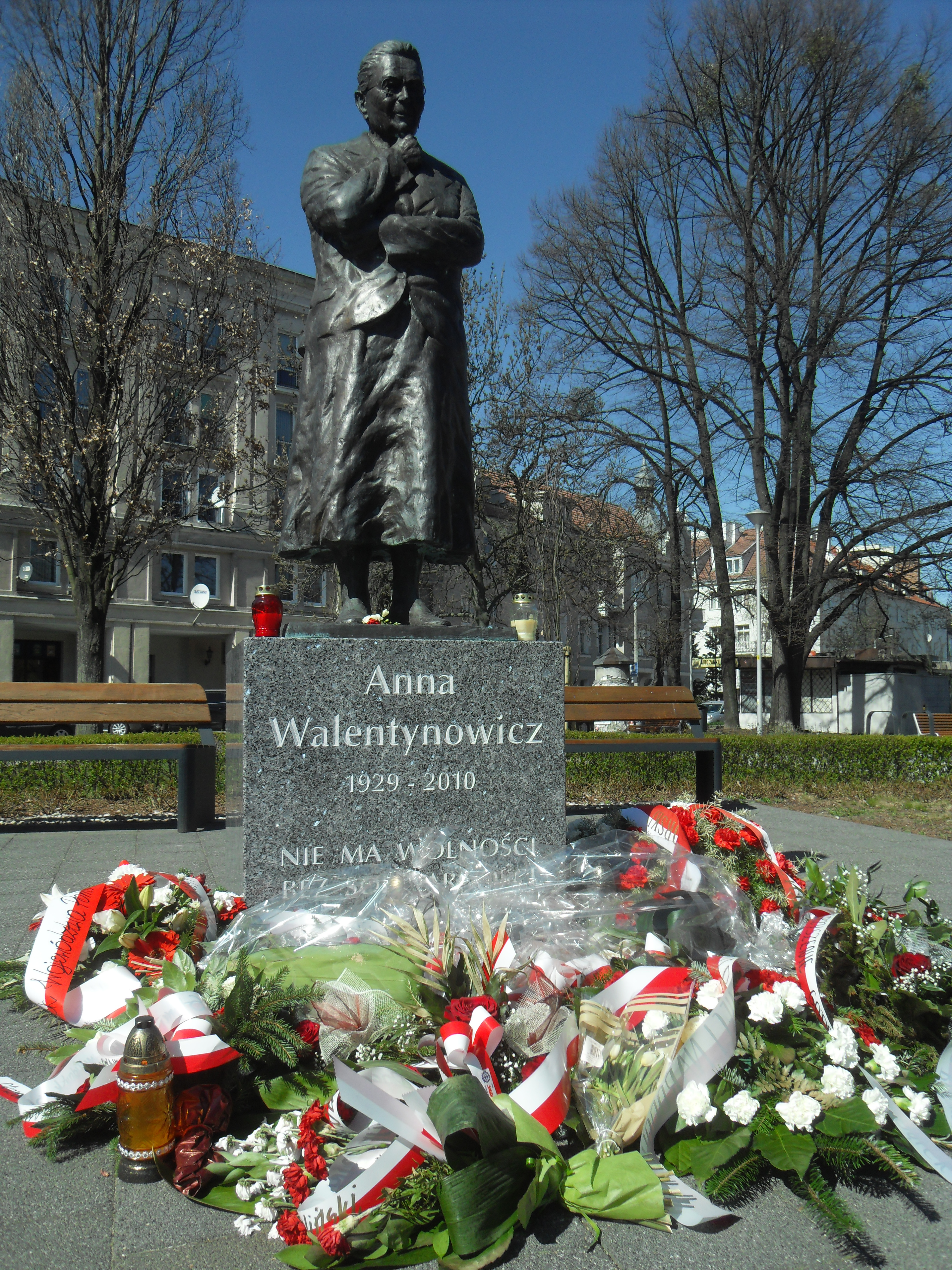
Pomnik Anny Walentynowicz w Gdańsku-Wrzeszczu

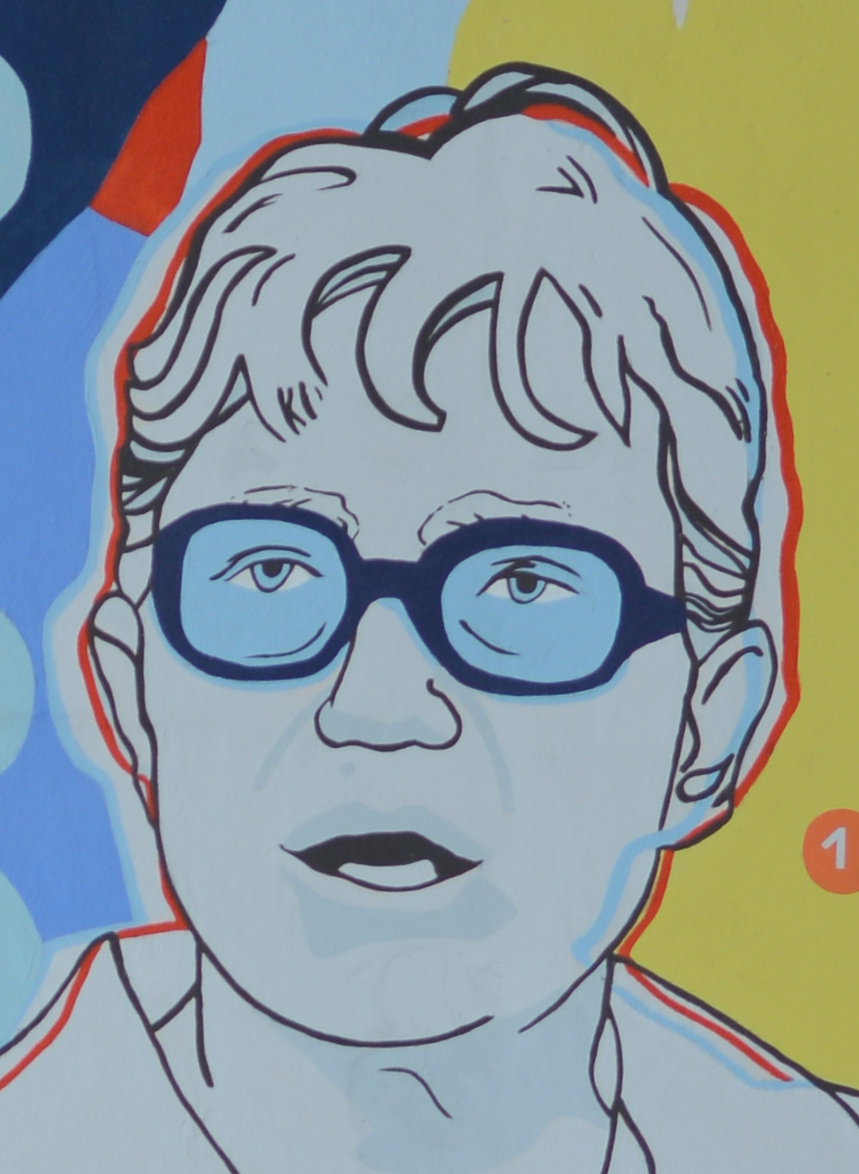
Wizerunek Anny Walentynowicz na muralu „Kobiety Wolności” w Gdańsku

Anna Walentynowicz z domu Lubczyk (ur. 15 sierpnia 1929 w Siennem, zm. 10 kwietnia 2010 w Smoleńsku) – polska robotnica i działaczka społeczna pochodzenia ukraińskiego, opozycjonistka w PRL, współzałożycielka Wolnych Związków Zawodowych, działaczka NSZZ „Solidarność”. Dama Orderu Orła Białego.

## Życiorys
Anna Walentynowicz urodziła się 15 sierpnia 1929 we wsi Sienne (obecnie Sadowe) na wschód od Tuczyna, niedaleko Równego na Wołyniu, na wschodzie II Rzeczypospolitej w chłopskiej rodzinie ukraińskich protestantów (sztundystów) jako córka Nazara i Pryśki Lubczyków. Miała pięcioro rodzeństwa – Olgę, Katarzynę, Piotra, Wasyla oraz przyrodniego brata Iwana (Pryśka Paszkoweć była wdową z dzieckiem, gdy wychodziła za mąż za Nazara Lubczyka). We wrześniu 1937 zmarła jej matka. W 1940 Nazar Lubczyk ponownie ożenił się – z Marią Ozarczuk. Ze związku tego narodziło się kolejnych pięcioro dzieci. Anna Lubczyk w dzieciństwie ukończyła cztery klasy szkoły powszechnej (w czasie wojny szkoła w Siennem została zlikwidowana przez Niemców). Z powodu niedostatku, mając 12 lat, zmuszona była pójść do pracy do polskich zarządców pobliskiego majątku Pustomyty, którzy prawdopodobnie w grudniu 1943 zabrali ją ze sobą mówiąc – niezgodnie z prawdą – że jej bliscy nie żyją. Razem z nimi znalazła się w Malcowiźnie (obecnie Rudniki) pod Warszawą. Stąd razem ze swymi gospodarzami przeniosła się później w okolice Gdańska, gdzie pracowała w gospodarstwie rolnym. Potem zatrudniła się w piekarni, a następnie w fabryce margaryny.
W listopadzie 1950 Anna Walentynowicz zapisała się na kurs spawacza i trafiła do Stoczni Gdańskiej. Szybko stała się przodownicą pracy. Wyrabiała 270% normy. Jej zdjęcia trafiły do gazet. W nagrodę, jako członkini komunistycznego Związku Młodzieży Polskiej, wysłana została w sierpniu 1951 na zjazd młodzieży do Berlina. Jednakże wkrótce potem oddała legitymację ZMP i wstąpiła do Ligi Kobiet. Jako działaczka tej organizacji zaczęła zabiegać o prawa pracowników. Wtedy zaczęły się jej kłopoty z Urzędem Bezpieczeństwa Publicznego. We wrześniu 1952 urodziła syna Janusza. Postanowiła jednakże nie wychodzić za mąż za ojca dziecka.
Z czasem ciężka praca spawacza zrujnowała jej zdrowie. Zrezygnowała jednak z możliwości uzyskania świadczenia rentowego i przekwalifikowała się na suwnicową.
W 1968, gdy domagała się wyjaśnienia defraudacji pieniędzy z funduszu zapomogowego, podjęto nieudaną próbę wyrzucenia jej z pracy. W obronie koleżanki stanęła cała załoga wydziału W-3, gdzie pracowała.
Podczas robotniczego protestu w grudniu 1970 Anna Walentynowicz przygotowywała strajkującym posiłki. W styczniu 1971 wybrano ją na delegatkę na spotkanie z I Sekretarzem KC PZPR Edwardem Gierkiem. W 1978 została jedną ze współzałożycieli Wolnych Związków Zawodowych. Jej mieszkanie było punktem kontaktowym WZZ. To sprowadziło na nią szykany ze strony Służby Bezpieczeństwa MSW, m.in. w postaci zatrzymywania na 48 godzin i rewizji.
8 sierpnia 1980, pięć miesięcy przed osiągnięciem wieku emerytalnego, Annę Walentynowicz dyscyplinarnie zwolniono z pracy. Decyzja dyrekcji przesądziła o wybuchu strajku w dniu 14 sierpnia, w wyniku którego powstał NSZZ „Solidarność”. Pierwszym postulatem protestujących robotników było przywrócenie Anny Walentynowicz do pracy. Władza uległa ich żądaniom i wkrótce przywróciła ją do pracy.
W 1981, podczas spotkania z robotnikami w Radomiu, dwóch funkcjonariuszy SB MSW we współpracy z Ewą Soból – TW ps. „Karol” miało podjąć próbę zamordowania Walentynowicz – za pomocą leku furosemid spowodować śmiertelne odwodnienie (wg opinii władz IPN, śmiertelną ofiarą analogicznych działań mógł paść również jeden z liderów radomskiej opozycji antykomunistycznej Jacek Jerz). W 2009 IPN postawił im zarzuty. W sierpniu 2010 warszawski pion śledczy IPN skierował sprawę przeciwko Tadeuszowi G., Markowi K. i Wiesławowi S. do Sądu Okręgowego w Radomiu. Zostali uniewinnieni w zarówno w pierwszej, jak i drugiej instancji. 
W stanie wojennym w PRL internowana, po rozbiciu siłą strajku w Stoczni Gdańskiej. 9 marca 1983 Anna Walentynowicz stanęła przed sądem w Grudziądzu oskarżona o udział w organizacji strajku w grudniu 1981. Na rozprawę przyjechał Lech Wałęsa. Walentynowicz skazano na 1,5 roku pozbawienia wolności w zawieszeniu.
Do zakładu karnego trafiła 4 grudnia 1983 za udział w próbie wmurowania tablicy upamiętniającej górników kopalni „Wujek”. Z więzienia w Lublińcu zwolniono ją w kwietniu następnego roku. 5 kwietnia 1984 ze względu na zły stan zdrowia oskarżonych, sąd w Katowicach na czas nieokreślony odroczył proces Anny Walentynowicz i Ewy Tomaszewskiej aresztowanych pod zarzutem zorganizowania manifestacji w grudniu 1983 pod krzyżem przy Kopalni Węgla Kamiennego „Wujek” w Katowicach.
Była inicjatorką protestu głodowego po zabójstwie ks. Jerzego Popiełuszki, przeprowadzonego od 18 lutego 1985 do 31 sierpnia w krakowskiej parafii ks. Adolfa Chojnackiego. W latach 80. XX w. krytykowała ówczesne kierownictwo związku skupione wokół L. Wałęsy. Istotą sporu stały się percepcja, że zawłaszczał sobie przywództwo, informacja o Lechu Wałęsie jako TW z SB i sprzeciw Walentynowicz wobec min. polityki prowadzącej do Okrągłego Stołu i w jej odczuciu ugodowy lub kapitulancka postawa. Pozostawała w kontakcie ze środowiskiem Andrzeja Gwiazdy. Z tego też względu po 1989 nie utożsamiała się z polityką rządzących partii postsolidarnościowych. W wyborach parlamentarnych w 1993 bez powodzenia kandydowała do Sejmu z listy komitetu „Poza Układem” (otrzymała 1431 głosów). W 1995 w formie listu otwartego zwróciła się z szeregiem krytycznych pytań do Lecha Wałęsy.
W 2000 odmówiła przyjęcia tytułu honorowego obywatela Gdańska. Będąc w trudnej sytuacji materialnej, w 2003 wystąpiła o 120 tys. złotych odszkodowania za prześladowania w latach 80. XX w., choć wcześniej wykluczała taki krok. W lutym 2005 Sąd w Gdańsku odmówił przyznania świadczeń ze względu na przedawnienie roszczeń. Po tym Anna Walentynowicz nie zgodziła się przyjąć emerytury specjalnej od prezesa Rady Ministrów Marka Belki. Ostatecznie w kolejnej instancji 22 lutego sąd przyznał jej 70 tys. złotych odszkodowania.
W lipcu 2006 gdański Instytut Pamięci Narodowej ujawnił, że Annę Walentynowicz inwigilowało ponad 100 funkcjonariuszy i tajnych współpracowników Służby Bezpieczeństwa, w 1981 planując jej zabicie przez zniszczenie organizmu mieszanką leków.
Krzysztof Wyszkowski, ze względu na etos Anny Walentynowicz i jej związanie z ideą Solidarności, nadał jej przydomek Anna Solidarność.
W 1996 odnalazła swą rodzinę na Ukrainie, z którą do śmierci utrzymywała bliski kontakt (wielokrotnie odwiedzała ich na Wołyniu).

## Śmierć, pogrzeb, ekshumacja
Zginęła w katastrofie polskiego samolotu Tu-154M w Smoleńsku 10 kwietnia 2010 w drodze na obchody 70. rocznicy zbrodni katyńskiej.
W identyfikacji zwłok w Moskwie uczestniczył jej syn Janusz. Jako że ciało nie doznało znacznych uszkodzeń, bez kłopotów je rozpoznał.
Trumna Anny Walentynowicz wróciła do Polski 15 kwietnia 2010 wraz z trumnami 33 innych uczestników lotu do Smoleńska. Na płycie lotniska Okęcie odbyła się oficjalna uroczystość przywitania ofiar z udziałem najwyższych władz państwowych oraz rodzin. Następnie trumny zostały przewiezione 34 karawanami w kondukcie żałobnym ulicami Warszawy (Żwirki i Wigury i Trasą Łazienkowską) na Torwar, skąd mogli je odbierać bliscy ofiar.
21 kwietnia 2010 na cmentarzu Srebrzysko w Gdańsku-Wrzeszczu (rejon VII, kwatera I-1b-9) odbył się pogrzeb, w którym formalnie została pochowana Anna Walentynowicz.
W lipcu 2012 rodzina Anny Walentynowicz po około dwóch latach starań uzyskała wgląd do dokumentacji z jej sekcji w Moskwie i stwierdziła rozbieżność ze stanem faktycznym danych zarówno medycznych ciała złożonego w trumnie, jak i dotyczących jego odzienia w aktach przekazanych polskiej prokuraturze przez Rosjan. W związku z tym pełnomocnik rodziny Stefan Hambura złożył wniosek o ekshumację.
17 września 2012 na polecenie Wojskowej Prokuratury Okręgowej w Warszawie prowadzącej śledztwo w sprawie katastrofy smoleńskiej dokonano ekshumacji zwłok pochowanych w grobie Anny Walentynowicz.
25 września 2012 na podstawie wyników przeprowadzonych badań DNA Wojskowa Prokuratura Okręgowa w Warszawie stwierdziła, że w grobie na cmentarzu Srebrzysko w Gdańsku-Wrzeszczu znajdowało się ciało innej ofiary katastrofy, Teresy Walewskiej-Przyjałkowskiej. Prokuratura wojskowa poinformowała, że przed oficjalnym pogrzebem w kwietniu 2010 ciało Anny Walentynowicz zostało zamienione z ciałem tej ostatniej i błędnie pochowane w grobie na Cmentarzu Powązkowskim w Warszawie. Ekshumacji szczątków złożonych na Cmentarzu Powązkowskim, które okazały się ciałem Anny Walentynowicz, dokonano w dniu 18 września 2012.
„To rodzina błędnie rozpoznała ciało Anny Walentynowicz podczas okazania” – powiedział podczas sejmowej debaty poświęconej działaniom państwa po katastrofie smoleńskiej prokurator generalny, Andrzej Seremet. Syn Anny Walentynowicz stanowczo zaprzecza, by się pomylił.
W trakcie badania właściwego ciała Anny Walentynowicz w Zakładzie Medycyny Sądowej we Wrocławiu znaleziono cztery metalowe elementy o wymiarach od 0,2 do 1,2 cm. W opinii śledczych były to prawdopodobnie nity z poszycia samolotu. Stwierdzono również, że w Moskwie doszło do profanacji ciała.
Powtórny pogrzeb legendy Solidarności odbył się na gdańskim cmentarzu Srebrzysko w dniu 28 września 2012.

## Filmografia[33]

### Role filmowe
- Człowiek z żelaza (1981), reż. Andrzej Wajda – jako ona sama

### Filmy dokumentalne
- Anna Walentynowicz, reż. Krzysztof Wojciechowski, 1993
- Anna Walentynowicz, reż. Andrzej Bednarek, 1994
- Prisoners of „Freedom”, reż. Laura Quaglia, 2004 (prod. Włochy, Rosja)
- Doceniałam każdy przeżyty dzień, reż. Jędrzej Lipski, Piotr Mielech, 2010

### Nawiązania
- Postać wzorowaną na Annie Walentynowicz stworzono w filmie Volkera Schlöndorffa Strajk (2007). Została w nim przedstawiona jako analfabetka, a jej syn jako członek ZOMO[34], co stanowi elementy fikcyjne dzieła. W odpowiedzi na to adwokat Walentynowicz, Stefan Jaworski, zapowiedział w 2006 wejście na drogę prawną w obronie naruszonych dóbr osobistych Anny Walentynowicz[35], z czego ostatecznie zrezygnowano.
- Została jedną z bohaterek musicalu 1989, koprodukcji Teatru im. Juliusza Słowackiego w Krakowie i Gdańskiego Teatru Szekspirowskiego z 2022; w rolę Anny Walentynowicz wcieliła się Małgorzata Majerska[36].

## Odznaczenia i nagrody
- 3 maja 2006 została odznaczona przez prezydenta RP Lecha Kaczyńskiego Orderem Orła Białego[37].
- Zarządzeniem prezydenta RP na uchodźstwie Ryszarda Kaczorowskiego z 11 listopada 1990 została odznaczona Krzyżem Kawalerskim Orderu Odrodzenia Polski[38].
- Złoty Krzyż Zasługi 1966.
- Srebrny Krzyż Zasługi 1961.
- Brązowy Krzyż Zasługi 1953 i 1957.
- 13 grudnia 2005 w Waszyngtonie odebrała dwa medale na rzecz Solidarności oraz za swoje uczestnictwo od amerykańskiej Fundacji Pamięci Ofiar Komunizmu Medal Wolności Trumana-Reagana. Honorowym przewodniczącym Fundacji założonej przez Kongres USA jest były prezydent Stanów Zjednoczonych Ameryki George W. Bush[39].
- 10 grudnia 2009 otrzymała „za odwagę w występowaniu w obronie podstawowych wartości i prawd nawet wbrew zdaniu i poglądom większości” nagrodę im. Pawła Włodkowica, przyznaną przez Rzecznika Praw Obywatelskich Janusza Kochanowskiego (także ofiary katastrofy PLF101 w Federacji Rosyjskiej)[40].
- Medal Polonia Mater Nostra Est (1996)
- Krzyż Solidarności Walczącej (2010)
- Postanowieniem prezydenta Andrzeja Dudy z 13 marca 2018 została odznaczona Krzyżem Wolności i Solidarności[41].
- Kobieta Roku 1980 tygodnika „Time” (2020)[42]

## Upamiętnienie

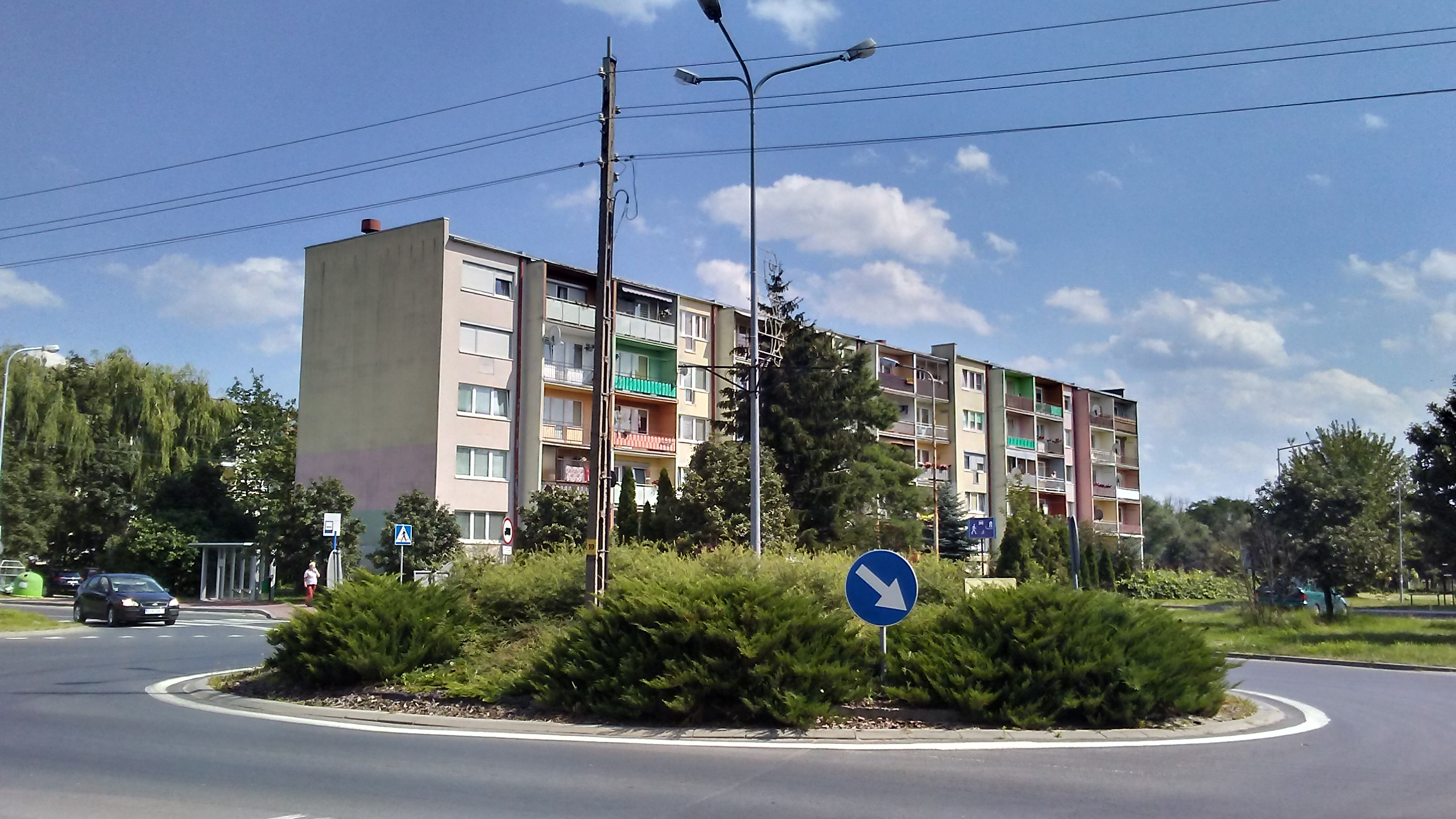
Rondo im. Anny Walentynowicz w Tomaszowie Mazowieckim

- 21 października 2010 Rada Miasta Gdynia podjęła uchwałę o nazwaniu skrzyżowania ul. Bosmańskiej i ul. Benisławskiego na Obłużu Rondem Anny Walentynowicz[43].
- 8 kwietnia 2011, na fasadzie budynku przy al. Grunwaldzkiej 49 w Gdańsku-Wrzeszczu odsłonięto poświęconą jej tablicę pamiątkową (autor Sławoj Ostrowski)[44]. Zniknęła ona w czerwcu 2023[45].
- 26 sierpnia 2013 odbyła się uroczystość nadania jej imienia skwerowi u zbiegu ulic Henryka Sienkiewicza i Nowowiejskiej we Wrocławiu[46].
- 11 kwietnia 2015 został odsłonięty pomnik Anny Walentynowicz w Panteonie Bohaterów Sanktuarium Narodowego na Cmentarzu Poległych w Bitwie Warszawskiej w Ossowie[47].
- 15 sierpnia 2015 został odsłonięty pomnik Anny Walentynowicz przy skwerze jej imienia w Gdańsku, zaprojektowany przez rzeźbiarza Stanisława Milewskiego[48][49].
- 13 grudnia 2015 jej imieniem prezes Rady Ministrów Beata Szydło uhonorowała największą salę w Kancelarii Prezesa Rady Ministrów[50].
- 3 czerwca 2016 imieniem Anny Walentynowicz nazwano odcinek nowo wybudowanej wewnętrznej południowej obwodnicy Radomia[51].
- 29 sierpnia 2016 jej imieniem został nazwany skwer przy pętli tramwajowej w Pabianicach.
- 20 czerwca 2017 w Szczecinie zmieniono nazwę ul. Berlinga na ul. Anny Walentynowicz
- 26 czerwca 2017 Rada Miasta Lublin zmieniła nazwę odcinka ul. Lucyny Herc na ul. Anny Walentynowicz.
- 13 grudnia 2017 zarządzeniem wojewody mazowieckiego zmieniono nazwę ul. Mariana Jaworskiego w Konstancinie-Jeziornie na ul. Anny Walentynowicz[52].
- 29 stycznia 2018 wojewoda kujawsko-pomorski zmienił w Grudziądzu nazwę ul. 6 marca na ul. Anny Walentynowicz.
- W 2019 jej wizerunek znalazł się na muralu „Kobiety Wolności” na stacji PKM Strzyża w Gdańsku[53].
- Jest patronką tramwaju Pesa Swing 120NaG SWING Gdańskich Autobusów i Tramwajów o numerze bocznym 1042[54].
- Uchwałą Sejmu RP VIII kadencji z 20 lipca 2018 rok 2019 został ustanowiony Rokiem Anny Walentynowicz[55].
- 24 czerwca 2019 r. Poczta Polska wyemitowała w nakładzie miliona sztuk upamiętniający Annę Walentynowicz znaczek pocztowy o nominale 8,70 zł[56].
- Zarządzeniem Prezesa Narodowego Banku Polskiego z 30 sierpnia 2019 ustalono monetę o wartości nominalnej 10 zł, upamiętniającej 90. rocznicę urodzin Anny Walentynowicz, którą wprowadzono do obiegu 20 września 2019[57].
- W 2020 odbyło się uroczyste odsłonięcie popiersia Anny Walentynowicz przed polską ambasadą w Kijowie[58].
- W 2024 na budynku NSZZ "Solidarność" w Gdańsku odsłonięto tablicę upamiętniającą Annę Walentynowicz[59].